# María FitzClarence
FitzClarence (Londres, 19 de diciembre de 1798-13 de julio de 1864), conocida de casada como Lady María Fox, fue una hija ilegítima de Guillermo IV del Reino Unido y su amante Dorotea Jordan. Más tarde se convirtió en escritora.

## Matrimonio
María FitzClarence nació en Bushy House como el cuarto hijo en general y la segunda hija en particular del entonces príncipe William, duque de Clarence y St Andrews, y la actriz Dorotea Jordan. Ella era «una chica morena de buen aspecto con un semblante y modales agradables». En 1820, su hermana menor, Isabel, fue cortejada por Charles Richard Fox, el hijo mayor pero ilegítimo de Lord Holland y Lady Webster, más tarde Lady Holland. Sus padres no dieron su consentimiento para el matrimonio, pero cuatro años después aprobaron su relación con María.
La pareja se casó el 19 de junio de 1824 en la Iglesia de San Jorge (Hanover Square), Londres. A Lady Holland le preocupaba que pudiera ser «un sujeto enfermizo» y deseaba que la «sangre roturier de la madre hubiera mitigado las constituciones reales». Su suegra escribió el 31 de agosto que su hijo, «aunque la quiere, solo la considera como auxiliar de sus medallas y otras posesiones, no como principal», pero concluyó que «todo irá bien; ya que ella es muy cautivadora, y muy firme, y sinceramente lo quiere». La pareja estableció su hogar en Little Holland House en 1827. Se mudaron a Canadá en septiembre de 1829 cuando Charles reanudó el servicio militar activo.

## Ascensión de su padre
La muerte de su tío, el rey Jorge IV, en 1830 llevó a la ascensión de su padre a los tronos del Reino Unido y Hannover como Guillermo IV. El nuevo rey estaba ansioso por ver a su hija regresar a casa desde Canadá y, en consecuencia, transfirió a su esposo. Le concedió el rango de hija de marqués el 24 de mayo de 1831.

## Anthony Roll
Mary Fox recibió de su padre la segunda parte del Anthony Roll, que había estado en posesión de la familia real desde el reinado del rey Enrique VIII, aunque probablemente no estaba interesada en la historia de la Marina Real.
En enero de 1857, Sir Frederic Madden, custodio de los manuscritos en el Museo Británico, se enteró de que Lady María deseaba vender el rollo que le había dado su padre, para recaudar fondos para construir una iglesia «o algo por el estilo».

## Últimos años
Guillermo IV murió en junio de 1837 y la prima de Lady María, Victoria, ascendió al trono.
Más tarde ese año, Lady María publicó una narrativa de ficción gótica feminista utópica titulada An Account of an Expedition to the Interior of New Holland. El tratado de Lady María es el ejemplo más representativo del retrato de Nueva Holanda (Australia) como un lugar misterioso e «irreal».
Durante gran parte de su vida posterior, Lady María se desempeñó como ama de llaves en el Castillo de Windsor. Murió sin hijos el 13 de julio de 1864. Está enterrada con su marido en el cementerio de Kensal Green.